# Brahmagupta
Brahmagupta (tudi Bramagupta) [bráhmagupta/brámagupta] (ब्रह्मगुप्त), indijski matematik in astronom, * 598, Bhinmal, Indija, † 668, verjetno Udžain, Indija.Je avtor dveh zgodnjih matematičnih in astronomskih del:teoretično delo Brāhmasfuṭasiddānta (BSS, "pravilni brahmanski sestav", iz leta 628), in Kaṇḍahādjaka ("užitni zalogaj", iz leta 665), besedilo bolj praktične narave. Brahmagupta je, kot pravijo komentarji njegovih del, izviral iz Binmala. Brahmagupta je kot prvi postavil pravila, kako računati z nič.Besedila je Brahmagupta spisal v eliptičnih verzih,v saknskrtu, kot je tedaj bila navada v indijski matematiki. Ker v dela ne vsebujejo dokazov, ni jasno, po kakšni poti je Brahmagupta prišel do svojih dognanj.
Brahmagupta je prvi matematik, ki se je problemov v astronomiji lotil z orodji algebre. Za dolžino leta je v prem približku predlagal 365 dni, 6 ur, 5 minut in 19 sekund. V delu  Khandakhâdyaka je približek popravil na 365 dni, 6 ur, 12 minut in 36 sekund (Prava dolžina leta je nekaj manj kot 365 dni in 6 ur).

## Življenje in delo
Brahmagupta je verjetno večino življenja preživel v Bhilamali (današnji Bhinmal v Radžastanu). Zaradi tega ga velikokrat imenujejo Bhilamalakarja, učitej iz Bhilamale. nejši staroindijski astronom. Napisal je štiri matematična in astronomska dela: Kadamekela (624), Pregled brahmanskih sestavov (628), Kandakadjaka (665) in Durkeaminarda (672). Glavno njegovo astronomsko delo je Pregled brahmanskih sestavov (Pravilni Brahmov sestav) ali tudi Odprtina Vesolja (Brahma-sputa sidanta) iz leta 628, v katerem se je ukvarjal z astronomskimi problemi in dve poglavji je posvetil matematiki. Delo je pisano v verzih, njegov matematični del pa v t. i. retorični algebri. 23. poglavij je posvetil astronomiji in v njih obravnaval Lunine in Sončeve mrke, planetne konjunkcije, oddaljenost Lune, Lunine mene in določevanja položajev planetov. V matematični del je vključil aritmetična zaporedja, kvadratno enačbo in več geometrijskih izrekov v pravokotnem trikotniku, ploščine trikotnikov in štirikotnikov, površine in prostornine.
Proučeval je aritmetična zaporedja, stopnjo kvadratov in kubov naravnih števil in reševal enačbe 1. in 2. stopnje in nedoločene enačbe. Kakor Evklid je poznal rešitev nedoločene enačbe:
{\displaystyle x^{2}+y^{2}=z^{2}\!\,,}
ki ji ni težko najti geometrijski pomen. Za rešitev je navajal števila:
{\displaystyle x=u^{2}-v^{2},\quad y=2uv,\quad z=u^{2}+v^{2}\!\,.}
Znan je po rešitvah linearne diofantske enačbe:
{\displaystyle ax+by=c\!\,,}
po rešitvah Fermat-Pellove diofantske enačbe:
{\displaystyle nx^{2}+1=y^{2},\quad x,y,n\in \mathbb {Z} \!\,}
in:
{\displaystyle x^{2}-ay^{2}=1\!\,.}
Našel je tudi celoštevilske rešitve nekaterih diofantskih enačb oblike:
{\displaystyle ax^{2}+b=y^{2}\!\,.}
Za število π je okoli leta 625 uporabljal že znano džainistično vrednost {\displaystyle {\sqrt {10}}}. Na področju geometrije se je ukvarjal s sorazmernostjo dolžin in je določil prostornino prisekane piramide. Po njem se imenuje Brahmaguptova enačba za izračun ploščine tetivnega štirikotnika:
{\displaystyle p={\sqrt {(s-a)(s-b)(s-c)(s-d)}}\!\,,}
kjer je s polobseg:
{\displaystyle s={a+b+c+d \over 2}\!\,.}
Poseben primer Brahmaguptove enačbe pri d = 0 je Heronova enačba za ploščino trikotnika, obe pa sta poseben primer Bretschneiderjeve enačbe za ploščino štirikotnika.

### Brāhmasfuṭasiddānta
ali "Pravilni brahmanski sestav (sidhanta) ", skrajšano BSS,
je najbolj pomembno njegovo delo. Delo je pozornosti vredno zaradi svoje matematične vsebine, saj pravila za uporabo števila nič, pravila za delo z [[negativnimi in pozitivnimi števili, metodo za izračun kvadratnega korena, metode reševanja linearnih in kvadratnih enačb in pravila za seštevanje vrst, in končno identiteto Brahmagupte in Brahmaguptov teorem. Knjiga je napisana v celoti v verzih, brez kakršne koli matematične notacije. Vsebuje pa kot prva rešitev kvadratične enačbe
Gre za prvo matematikčno delo, ki jasno postavi pravila za delo s pozitivnimi števili, negativnimi števili, in številom nič.:
- Seštevek dveh pozitivnih količin je pozitiven
- Seštevek dveh negativnih količin je negativen
- Seštevek števila nič in negativnega števila je negativen
- Seštevek števila nič in pozitivnega števila je pozitiven
- Seštevek števila nič in števila nič je nič
- Seštevek pozitivnega števila in negativnega števila je njuna razlika; ali enak nič, če sta števili enaki
- Pri odštevanju je odšteje manjše število od večjega, pozitivno od pozitivnega
- Pri odštevanju je odšteje manjše število od večjega, negativno od begativnega
- Če se odšteva večje število od manjšega, se razlika preobrne
- Če se pozitivno število odšteva od negativnega, ali negativno od pozitivnega, ju je treba sešteti
- Zmnožek pozitivnega števila in negativnega števila je negativen
- Zmnožek dveh negativnih števil je pozitiven
- Zmnožek dveh pozitivnih števil je pozitiven
- Rezultat deljenja pozitivnega s pozitivnim številom ali negativnega z negativnim je pozitiven
- Pozitivno deljeno z negativnim je negativno. Negativno deljeno s pozitivnih je negativno.
- Pozitivno ali negativno število, deljeno z nič, je ulomek z nič v imenovalcu
- Nič, deljeno s pozitivnim ali negativnim številom je ali nič ali pa ulomek z nič v števcu in kočno količino v imenovalcu.
- nič deljeno z nič je nič

Zadnja pravila, čeprav niso v skladu s sodobno teorijo števil (rezultat delitve z nič ni določen), pomenijo prvi poizkus lotiti se vprašanja, kako deliti s številom nič.

### Sprejem in odziv na njegova dela
Zgodovinar znanosti George Sarton ga je imenoval »enega največjih znanstvenikov njegove rase in največjega za časa njegovega življenja«
Brahmaguptove ideje ne naprej razvijal njegov potomec Baskara I iz Udžaina, ki je Brahmagupta imel za ganaka-čakra-čudamani (dragulj v kroni matematikov). Prithudaka Svaminje v svojih komentarjih obeh del poenostavil jezik zapletenih verzov in jim dodal ilustracije. Lalla in Bhattotpala sta v 8. in 9. stoletju objavila komentarje o  Khanda-kadjaka. Dodatni komentarji so izhajali tja do 12. stoletja .
Nekaj desetletij po smrti Brahmagupte je leta 719 Sind prišel pod arabski kalifat. V Gurdžaradesa so poslali odprave. Kraljestvo Bhillamala so verjetno zravnali s tlemi, Ujjain pa se je napadom uprl. Dvor kalifa Al-Mansurja (754-775)je obiskalo poslanstvo iz Sinda, v katerem je bil tudi astrolog Kanaka, ki jes seboj imel (lahko da na pamet naučene) astronomske tekste, med drugim tudi dela Brahmagupte. Besedila Brahmagupte je v arabščino prevedel Muhammad al-Fazari, an astronom na Al-Mansurjevem dvoru pod imeni Sindhind in Arakhand. Ti prevodi so imeli kot neposredno posledico širjenje desetiškega številskega sistema. Matematik Al-Hvarizmi (800-850 CE) je napisal delo al-Jam wal-tafriq bi hisal-al-Hind (Seštevanje in odštevanje v indijski eritmetiki), ki so ga v 13. stoletju prevedli v latinščino pod imenom Algorithmi de numero indorum. Ta besedila so desetiški sistem in aritmetične algoritme Brahmagupte razširila po vsem svetu. Al-Khwarizmi je tudi napisal svojo različico Sindhind, pomagal si je pri tem z verzijo Al-Fazarija, ki ji je dodal ptolomejske elemente. Indijsko astronomsko gradivo je bilo stoletja dolgo v obtoku, najti ga je tudi v srednjeveških delih v latinščini.